# Лез-Адре
Лез-Адре (фр. Les Adrets) — коммуна во Франции, находится в регионе Рона — Альпы. Департамент коммуны — Изер. Входит в состав кантона От-Грезиводан. Округ коммуны — Гренобль.
Код INSEE коммуны — 38002. Население коммуны на 2012 год составляло 938 человек. Населённый пункт находится на высоте от 560 до 2440 метров над уровнем моря. Муниципалитет расположен на расстоянии около 490 км юго-восточнее Парижа, 105 км юго-восточнее Лиона, 21 км северо-восточнее Гренобля. Мэр коммуны — Gérard Jourdan, мандат действует на протяжении 2014-2020 гг.
Бароном Адрэ был Франсуа де Бомон Дез’Адрэ — французский военачальник эпохи Религиозных войн.
Динамика населения (INSEE):